# Dickschied-Geroldstein
Dickschied-Geroldstein war eine selbständige Gemeinde im südhessischen Untertaunuskreis in Hessen. Sie umfasste das im Tal der Wisper gelegene Geroldstein und das 200 Meter höher auf einem Höhenrücken des Wispertaunus gelegene Dickschied. 

## Geschichte
Die Existenz der Doppelgemeinde im nassauischen Amt Langen-Schwalbach ist seit 1843 nach einem Zusammenschluss von Dickschied und Geroldstein dokumentiert. Im Jahr 1846 hatte Dickschied mit Gerolstein 479 Einwohner in 96 Familien. Schultheiß war Johann Philipp Dönges. In jenem Jahr hatte die Einwohnerzahl der Doppelgemeinde ihren historischen Höchststand erreicht, die in keinem anderen Jahr ihrer Existenz übertroffen wurde, auch nicht durch den Zustrom von Flüchtlingen nach dem Zweiten Weltkrieg. 
Im Liegenschaftskataster wurden beide Gemarkungen zur Gemarkung Dickschied-Geroldstein vereinigt. 
Am 31. Dezember 1971 schloss sich Dickschied-Geroldstein im Zuge der Gebietsreform in Hessen mit 15 weiteren Gemeinden freiwillig zur Gemeinde Heidenrod zusammen. Dabei wurde für jeden der beiden Ortsteile Dickschied und Geroldstein ein eigener Ortsbezirk mit Ortsbeirat errichtet. Der Ortsbezirk von Geroldstein beschränkte sich auf die Flur 8 der Gemarkung Dickschied-Geroldstein und auf die im Tal liegenden Feldgrundstücke der Flur 9.